# Bibliothèque Hélène-Charbonneau
La bibliothèque Hélène-Charbonneau, anciennement connue sous le nom de bibliothèque Ahuntsic, est une bibliothèque de Montréal située dans l'arrondissement d'Ahuntsic-Cartierville. Elle occupe le demi sous-sol de l'édifice Albert-Dumouchel, au 10300, rue Lajeunesse. En annexe se trouve à l'étage un café internet, « le Café de Da ». L'étage est également partagé avec la Maison de la culture Ahuntic.

## Description
La bibliothèque est située en plein cœur du quartier Ahuntsic, en face du parc Ahuntsic et loge dans l'édifice Albert-Dumouchel. Albert Dumouchel, un ancien résidant du quartier, est connu comme étant un des piliers de l'émergence de l'art contemporain au Québec. Il a formé, à l'Institut des arts graphiques de Montréal, plusieurs générations d'artistes et produit plus de 2 000 œuvres.
La bibliothèque Ahuntsic possède quelques œuvres d'art, dont une gravure d'Albert Dumouchel.
À l'occasion de la réfection de l'édifice en 1997, la ville a commandé une œuvre d'art conformément à la Politique d'intégration des arts à l'architecture du Québec. L'œuvre de Roberto Pellegrinuzzi intitulée Le spectacle de la curiosité fut installée en 1998 dans le hall de la Maison de la culture. Il s'agit d'une installation photographique d'une feuille d'arbre de grande proportion composée de 70 photographies encadrées.
La bibliothèque offre des services divers, des plus classiques comme l’heure du conte à d’autres plus spécifiquement tournés vers sa communauté comme des cafés discussions pour les nouveaux arrivants. Depuis 2016, elle a également mis en place un service de livraison appelé Biblio mobile qui permet de desservir des résidences de personnes âgées, des écoles et des services de garde.
La bibliothèque d’Ahuntsic est une de plus fréquentée du réseau montréalais. En 2017 elle a effectué 693 773 prêts, le plus grand nombre du réseau pour la deuxième année consécutive.
Des travaux majeurs ont eu lieu au cours de l’année 2019. En particulier, les travaux ont permis la mise en place d’un système automatisé de retour en libre service. À sa réouverture en décembre 2020, ce "robot" à 9 bacs était le plus grand de tout le réseau de bibliothèques de Montreal.
Le 19 juin 2025, la bibliothèque est renommée Hélène-Charbonneau, en l'honneur de cette  bibliothécaire montréalaise engagée dans le développement des services jeunesse, et reconnue pour sa grande contribution au rayonnement des bibliothèques publiques de Montréal, dont l’impact sur les services aux jeunes et les bibliothèques publiques se fait sentir encore aujourd’hui.

## Le Café de Da
Le Café de Da a été inauguré le 1er avril 2011. Son nom fait référence à la grand-mère de l'écrivain Dany Laferrière, Da, personnage central de son récit L'odeur du café, récipiendaire du Prix Carbet de la Caraïbe et du Tout-Monde.
Le café permet à la bibliothèque d’offrir des services supplémentaires, avec onze postes informatiques, une connexion en Wi-Fi, des espaces pour se réunir. Les organismes locaux peuvent y organiser des événements. Le Café de Da a par exemple accueilli une édition du Café des savoirs libres en novembre 2016.

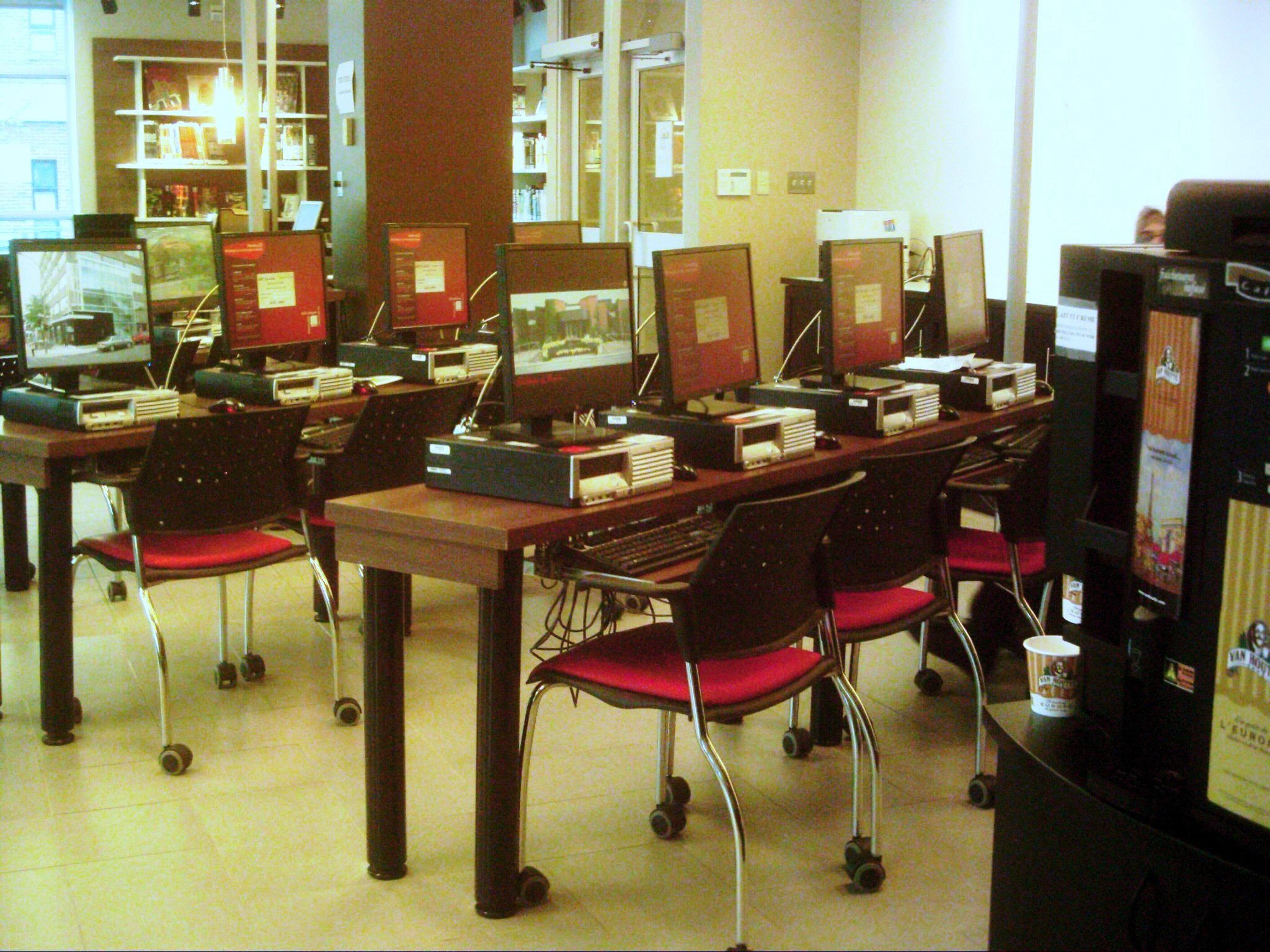
Café de Da.

Le Café de Da est désormais exclusivement dédié à des activités ciblées. Il accueille des activités de la programmation des bibliothèques et sert également de lieu pour les rencontres hebdomadaires et les activités de plusieurs organismes.

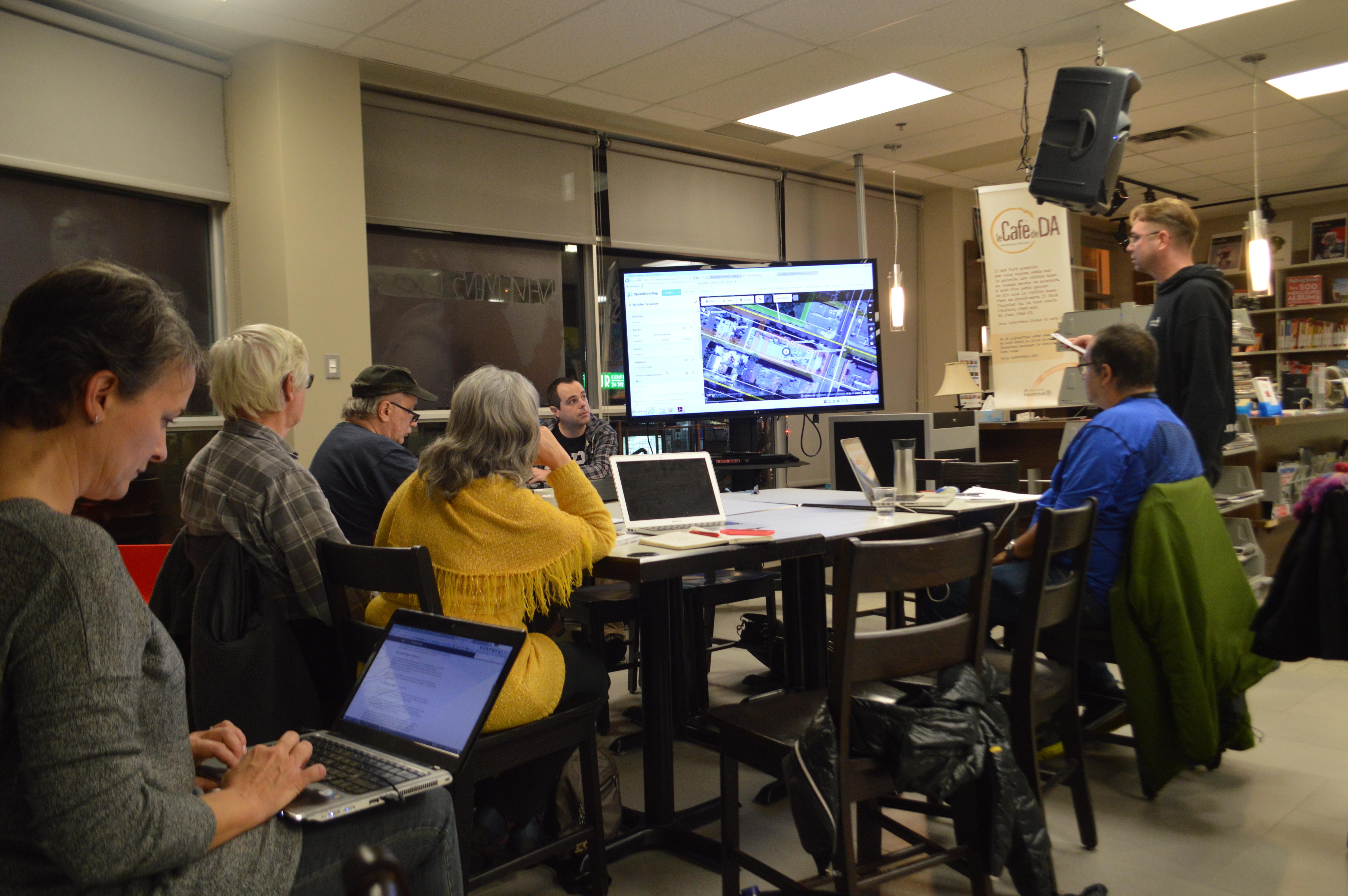
Café des savoirs libres au café de Da (novembre 2016).

## Jardinothèque
Depuis avril 2017, les abonnés des bibliothèques de Montréal peuvent emprunter des semences à la jardinothèque de la bibliothèque d'Ahuntsic. Ils sont également invités à enrichir cette collection avec les graines qu’ils récupèrent de leurs propres plantations.
De plus, il est possible d'emprunter l’un des ensembles d’outils de jardinage pour adultes ou pour enfants. Il suffit de détenir une carte d’abonné des bibliothèques de Montréal pour y avoir accès. La jardinothèque offre également une collection de livre spécialisés sur le jardinage.
Ce projet permet d’encourager l’agriculture urbaine et l’autonomie alimentaire dans la communauté, notamment à travers les huit jardins communautaires de l’arrondissement. Mais c’est aussi un moyen de sensibiliser à des problématiques plus larges comme le maintien de la biodiversité, les monopoles agricoles, la conservation d’un patrimoine végétal commun.
Le projet a été mis en place en collaboration avec trois organismes locaux : Ville-en-vert, Terre promise et le ferme Tournesol, qui ont fourni la première collection de semences de la jardinothèque,.
Des activités et conférences sont régulièrement proposées pour poursuivre la sensibilisation et initier au jardinage,.